# Día Mundial de los Glaciares
El Día Mundial de los Glaciares es una fecha que se conmemora anualmente el 21 de marzo desde 2025, fue establecida por la Asamblea General de las Naciones Unidas (AGNU) en 2022.

## Proclamación
El Día Mundial de los Glaciares fue proclamado por la Asamblea General de las Naciones Unidas el 14 de diciembre de 2022. a propuesta de Tayikistán y respaldada por la comunidad internacional. Esta designación responde a la creciente preocupación por el acelerado retroceso de los glaciares debido al cambio climático y sus efectos en la estabilidad ecológica, la seguridad hídrica y el bienestar humano. La proclamación busca sensibilizar sobre la importancia de los glaciares en el sistema climático y el ciclo hidrológico, así como fomentar acciones de conservación y cooperación internacional y la implementación de acciones concretas para su conservación. 
Este día se forma parte del Año Internacional de la Conservación de los Glaciares y está vinculado a esfuerzos globales como el Acuerdo de París y la Agenda 2030 para el Desarrollo Sostenible, particularmente en lo que respecta a los Objetivos de Desarrollo Sostenible (ODS), como el ODS 6 (agua limpia y saneamiento) y el ODS 13 (acción por el clima). Además, destaca la necesidad de fortalecer la cooperación internacional y la investigación sobre los efectos del cambio climático en la criosfera.

## Celebración
Se conmemora cada 21 de marzo, a partir de 2025. La fecha coincide con el equinoccio de primavera en el hemisferio norte, un momento de transición climática que simboliza la interconexión de los ciclos naturales, además de establecer un vínculo simbólico con el Día Mundial del Agua (22 de marzo). La Organización de las Naciones Unidas para la Educación, la Ciencia y la Cultura (UNESCO) y la Organización Meteorológica Mundial (OMM) liderarán la organización de las actividades, promoviendo iniciativas como conferencias científicas, actividades educativas, campañas de sensibilización y eventos de divulgación en distintos países, destinadas a la conservación de los glaciares y la mitigación del cambio climático. Además, se ha establecido un fondo fiduciario para apoyar la conservación de los glaciares y ayudar a los países afectados por el deshielo acelerado, reforzando así la cooperación internacional en la gestión sostenible del agua y la protección de los ecosistemas de montaña.